# Alex Moore
Alexander "Alex" Robert Moore (ur. 18 sierpnia 1997) – kanadyjski zapaśnik walczący w stylu wolnym. Olimpijczyk z Paryża 2024, gdzie zajął dziewiąte miejsce w kategorii do 86 kg. Zajął 24. miejsce na mistrzostwach świata w 2022 roku. 
Piąty na igrzyskach panamerykańskich w 2019. Srebrny medalista mistrzostw panamerykańskich w 2023 i brązowy w 2019. Trzeci na akademickich MŚ w 2018. Trzeci na igrzyskach Wspólnoty Narodów w 2022 i piąty 2018. Mistrz panamerykański juniorów w 2016 i 2017 roku.